# Ekhultebergens naturreservat (Kalmar län)
Ekhultebergens naturreservat (Kalmar län) este o arie protejată (arie specială de conservare — SAC, sit de importanță comunitară — SCI) din Suedia întinsă pe o suprafață de 20,4 ha, integral pe uscat.

## Localizare
Centrul sitului Ekhultebergens naturreservat (Kalmar län) este situat la coordonatele 58°08′09″N 16°14′54″E / 58.1357°N 16.2484°E.

## Înființare
Situl Ekhultebergens naturreservat (Kalmar län) a fost declarat sit de importanță comunitară în ianuarie 2002 pentru a proteja un număr necunoscut de specii din flora spontană și fauna sălbatică aflate în arealul zonei. Situl a fost protejat și ca arie specială de conservare în martie 2011.

## Biodiversitate
Situată în ecoregiunea boreală, aria protejată conține 4 habitate naturale: Mlaștini împădurite, Taiga vestică, Păduri acidofile de stejar bătrân cu Quercus robur pe câmpii nisipoase, Păduri de stejar sau de stejar și carpen sub-atlantice și medio-europene de Carpinion betuli.
La baza desemnării sitului se află un număr nedeclarat de specii protejate.